# Juges pour la démocratie
Pour les articles homonymes, voir JPD.
Juges pour la démocratie (en espagnol : Juezas y jueces para la Democracia, JpD) est l'une des cinq associations professionnelles de magistrats en Espagne. Classée progressiste, elle a été fondée en 1984.